# Tepe Nush-i Jan
Tepe Nush-i Jan é um sítio arqueológico medo localizado no oeste do Irã, próximo a Malayer. De acordo com as escavações deste local, esta área não era habitada antes de 800 a.C. As características descobertas deste Tappe são as seguintes:
- um edifício no oeste do Tappe (o primeiro templo do fogo)
- um salão com colunas (Apadana)
- um templo central (o segundo templo)
- quartos e depósitos
- um túnel
- uma muralha[1]

## Descoberta
O complexo arquitetônico foi descoberto em 1965 durante uma prospecção e cinco escavações são realizadas de 1967 a 1977. É um santuário fundado em meados do século VII a.C., cuja atividade, sem dúvida, se expandiu após a sua criação, mas que foi abandonado pouco tempo depois. Algumas edificações foram aterradas e obstruídas no final do século e, após a instalação dos moradores no local no espaço de geração, o local ficou totalmente deserto. Ainda não está estabelecido se o local é um templo rodeado de edifícios necessários ao seu funcionamento ou, antes, uma residência principesca cujo carácter religioso não é a função principal.

## Características

### Prédio no oeste de Tappe
De acordo com a planta do edifício descoberto e de acordo com as investigações arqueológicas e arquitetônicas, o edifício foi construído antes de Apadana. A entrada do edifício está no lado oriental como um templo central. Possui dois espaços conectados.
O espaço interno do edifício é retangular e sua entrada se dá pela sala contígua. O resto de uma tigela de carvão no lado sul da sala principal prova que a cerimônia do fogo foi realizada (secretamente). Pode-se sugerir que o primeiro templo do fogo foi em um espaço coberto em Tepe Nush-i Jan e, sem dúvida, a cerimônia teve uma conexão com o desenvolvimento da cerimônia religiosa na era meda. Na parede sul e oeste, há ruínas de dois nichos com abóbadas ovais.

### Corredor com colunas
O salão foi construído sobre uma plataforma de adobe. A sua fundação é em argamassa argilosa. O salão tem 20 m de comprimento e 15 m de largura. Seu lado oriental não é totalmente perpendicular. O espaço central de Apadana tem três linhas de coluna. Cada linha possui quatro colunas. O espaço tem no total doze colunas, que suportam o peso do teto. As colunas eram de madeira. Cada coluna tinha um diâmetro de 25 cm. A parede oriental possui dois nichos decorativos, mas no lado oeste não há decorações. Sob o teto, existem algumas janelas para iluminação, que fornecem luz suficiente para o espaço.

### Templo principal
O templo principal (ou templo central) é um octógono semicircular de adobe. Este edifício é um dos edifícios medos mais valiosos.

### Sala e depósitos
O segundo edifício importante em Tepe Nush-i Jan são os quartos e depósitos. O castelo inclui uma parede fechada, torres e quatro depósitos de armas. Tem um comprimento total de 25 m e uma largura de 22 m. As paredes externas têm 6 torres de largura e 7 torres de comprimento. A única entrada é no meio da parede oriental.

### Túnel
Na parte norte de Apadana, existe um poço artificial em forma de adega, que leva a uma rocha com profundidade de 3 m. Este poço tem escadas. Sua altura é de 170 cm e sua largura de 180 cm. De acordo com a sua forma, pode-se perceber que o túnel nunca chegou ao fim e por razões desconhecidas foi abandonado incompleto. O túnel foi construído na última fase de ocupação da região.

### Muralha
Na parte sul e leste da sala e das arrecadações existe uma muralha, que circunda os edifícios da parte oriental com uma curva particular.